# George C. Wolfe
Pour les articles homonymes, voir Wolfe.
George Costello Wolfe, né le 23 septembre 1954 à Frankfort  (États-Unis), est un dramaturge, metteur en scène et réalisateur américain. Il remporte un Tony Award en 1993 pour la mise en scène de Angels in America suivi d’un autre Tony Award en 1996 pour la mise en scène de la comédie musicale Bring in 'da Noise/Bring in 'da Funk. Il est directeur artistique du Public Theatre entre 1993 et 2004.

## Jeunesse et éducation
Wolfe est né à Frankfort dans le Kentucky. Il est le fils de Anna (née Lindsey), une éducatrice, et de Costello Wolfe, fonctionnaire.
Il est élève au sein de la Frankfort High School où il commence à s’intéresser au théâtre et écrit des poèmes et des proses pour le journal de l’école. Après le lycée Wolfe s’inscrit dans une université traditionnellement noire, la Kentucky State University, la alma mater de ses parents. Après sa première année, il continue ses études au Pomona College de Claremont (Californie), où il obtient un  Bachelor of Arts en théâtre, l’équivalent d’un Baccalauréat universitaire ès lettres en France.  Wolfe enseigne plusieurs années à Los Angeles à l’Inner City Cultural Center puis plus tard à New York.  Il décroche un Master of Fine Arts en  écriture dramatique et comédie musicale à la New York University en 1983.

## Carrière
En 1977, Wolfe montre à  C. Bernard Jackson, le directeur du Inner City Cultural Center de Los Angeles, le premier acte d’une pièce qu’il est en train d’écrire. Plutôt que de lui suggérer de la finir, Jackson dit, « Il y a de quoi se faire de l’argent, fait-le ». Le nom de la pièce était Tribal Rites, ou The Coming of the Great God-bird Nabuku to the Age of Horace Lee Lizer. Wolfe déclare plus tard dans un article à propos de Jackson qu’il écrit pour le Los Angeles Times que "cette production était sans nul doute la plus cruciale pour mon évolution" comme artiste.
Parmi les premières œuvres majeures de Wolfe— la comédie musicale Paradise (1985) et sa pièce The Colored Museum (1986).
Wolfe acquiert une notoriété nationale en 1991 avec la comédie musicale Jelly's Last Jam, une œuvre inspirée de la vie du jazzman Jelly Roll Morton; après un début à Los Angeles, la pièce arrive à Broadway, où elle rafle 11 nominations aux Tony et gagne le Drama Desk Award du meilleur livret de comédie musicale. Deux ans plus tard, Wolfe met en scène Angels in America: Millennium Approaches une pièce de Tony Kushner, encensé par la critique, il gagne un autre Tony award.  Wolfe met en scène aussi l’année d’après la première mondiale de la seconde partie de "Angels", nommée Perestroika.
De 1993 à 2004, Wolfe est directeur artistique et producteur au New York Shakespeare Festival/Public Theater, où en 1996 il crée la comédie musicale Bring in 'Da Noise, Bring in 'Da Funk, un mix de claquettes et de musique avec Savion Glover; le show arrive à l'Ambassador Theatre sur Broadway. Son travail lui fait gagner un deuxième Tony Award comme metteur en scène et est un énorme succès financier.
En 2000, Wolfe co-écrit le livret de 'The Wild Party qu'il met en scène.
Fin 2004, Wolfe annonce son intention de quitter le théâtre pour se consacrer à la réalisation de films, son premier sera Lackawanna Blues.
Néanmoins, Wolfe continue de mettre en scène des pièces, comme Caroline, or Change de Tony Kushner ou Topdog/Underdog de Suzan-Lori Parks. À l’été 2006, il met en scène une nouvelle version de Mère Courage et ses enfants de Bertolt Brecht au Delacorte Theater sur Central Park; avec Meryl Streep, Kevin Kline, et Austin Pendleton.
Son dernier film, Le second souffle, est sorti au cinéma en 2014.
Wolfe fait part de ses talents artistiques dans la construction du Center for Civil & Human Rights à Atlanta, il en est le nouveau directeur de la création.
Wolfe est ouvertement  homosexuel.
En 2013, il entre au American Theater Hall of Fame.

## Œuvres théâtrales

### Broadway
| Année | Titre                                    | En tant que                                   | Lieu                    |
| ----- | ---------------------------------------- | --------------------------------------------- | ----------------------- |
| 1992  | Jelly's Last Jam                         | Metteur en scène, auteur du livre             | Virginia Theatre        |
| 1993  | Angels in America: Millennium Approaches | Metteur en scène, producteur                  | Walter Kerr Theatre     |
| 1993  | Angels in America: Perestroika           | Metteur en scène, producteur                  | Walter Kerr Theatre     |
| 1994  | Twilight: Los Angeles, 1992              | Metteur en scène, producteur                  | Cort Theatre            |
| 1995  | La Tempête                               | Metteur en scène, producteur                  | Broadhurst Theatre      |
| 1996  | Bring in 'da Noise, Bring in 'da Funk    | Metteur en scène, producteur, dialogues, idée | Ambassador Theatre      |
| 1998  | Golden Child                             | Producteur                                    | Longacre Theatre        |
| 1998  | On the Town                              | Metteur en scène, producteur                  | George Gershwin Theatre |
| 2000  | The Ride Down Mt. Morgan                 | Producteur                                    | Ambassador Theatre      |
| 2000  | The Wild Party                           | Metteur en scène, producteur, auteur du livre | Virginia Theatre        |
| 2002  | Elaine Stritch At Liberty                | Metteur en scène, producteur                  | Neil Simon Theatre      |
| 2002  | Topdog / Underdog                        | Metteur en scène, producteur                  | Ambassador Theatre      |
| 2003  | Take Me Out                              | Producteur                                    | Walter Kerr Theatre     |
| 2004  | Caroline, or Change                      | Metteur en scène, producteur                  | Eugene O'Neill Theatre  |
| 2006  | Mère Courage et ses enfants              | Metteur en scène                              | Delacorte Theater       |
| 2011  | The Normal Heart                         | Metteur en scène                              | John Golden Theatre     |
| 2013  | Lucky Guy                                | Metteur en scène                              | Broadhurst Theatre      |

## Filmographie
| Année | Titre                                            | En tant que            | Rôle                 |
| ----- | ------------------------------------------------ | ---------------------- | -------------------- |
| 1989  | Trying Times (TV)                                | scénariste (1 épisode) | —                    |
| 1993  | Fires in the Mirror (TV)                         | Réalisateur            | —                    |
| 1994  | Fresh Kill                                       | Acteur                 | Othello Yellow       |
| 2004  | Garden State                                     | Acteur                 | gérant du restaurant |
| 2005  | Lackawanna Blues (TV)                            | Réalisateur            | —                    |
| 2006  | Le Diable s'habille en Prada                     | Acteur                 | Paul                 |
| 2008  | Nos nuits à Rodanthe                             | Réalisateur            | —                    |
| 2013  | Le Second Souffle                                | Réalisateur            |                      |
| 2020  | Le Blues de Ma Rainey (Ma Rainey's Black Bottom) | Réalisateur            | —                    |
| 2023  | Rustin                                           | Réalisateur            | —                    |